# Aloe neosteudneri
Aloe neosteudneri är en grästrädsväxtart som beskrevs av John Jacob Lavranos och T.A.Mccoy. Aloe neosteudneri ingår i släktet Aloe och familjen grästrädsväxter.
Artens utbredningsområde är Eritrea. Inga underarter finns listade i Catalogue of Life.